# Maria Hutter
Maria Hutter (* 4. Jänner 1982 in Linz) ist eine österreichische Politikerin der Österreichischen Volkspartei (ÖVP). Ab dem 13. Juni 2018 war sie Landesrätin der Landesregierung Haslauer jun. II. Mit Ablauf des 2. Februars 2021 legte Hutter ihre Funktion als Landesrätin für Bildung und Natur zurück.

## Leben

### Ausbildung und Beruf
Maria Hutter besuchte die Volks- und Hauptschule in Luftenberg an der Donau in Oberösterreich. Die Tochter eines Hauptschul-Direktors und einer gelernten Frisörin maturierte 2000 am Bundesoberstufenrealgymnasium für Bildnerisches Gestalten und Werkerziehung in Perg. Anschließend absolvierte sie an der Pädagogischen Hochschule des Bundes in Linz eine Hauptschullehrerausbildung für die Gegenstände Deutsch, Geografie und Wirtschaftskunde und Technische Werkerziehung, die Ausbildung schloss sie 2003 als Diplom-Pädagogin ab. Bis Mai 2015 war Hutter als Lehrerin und Erzieherin beim Land Oberösterreich an der Landwirtschaftlichen Fachschule Lambach angestellt. Außerdem war sie freiberufliche Redakteurin der Oberösterreichischen Bauernzeitung (Praxistipp der Fachschule). Von Herbst 2015 bis Juni 2018 unterrichtete sie am bfi Lehre mit Matura. Hutter lebt mit ihrer Familie auf einem biologisch bewirtschafteten Bauernhof im Pinzgau.

### Politik
Maria Hutter war von 2011 bis Juni 2017 Geschäftsführerin und von 2014 bis 2018 ausschussleitende Gemeinderätin für Wirtschaft und Tourismus der ÖVP Bruck an der Großglocknerstraße, wo sie seit 2016 Obfrau der ÖVP-Frauen (und zuvor ab 2011 Vize-Obfrau war) und seit 2017 Parteiobfrau ist. Von 2014 bis Frühjahr 2018 fungierte sie als Bauernbund-Jungbauernsprecherin für den Pinzgau. Ab 2016 war sie Bezirksobfrau-Stellvertreterin der ÖVP Frauen im Pinzgau, im Februar 2018 wurde sie zur Bezirksobfrau gewählt. Bei der Nationalratswahl in Österreich 2017 kandidierte sie im Landeswahlkreis Salzburg und im Regionalwahlkreis Lungau/Pinzgau/Pongau. Bei der Landtagswahl in Salzburg 2018 kandidierte sie auf Platz zwölf der Landesliste und auf Platz acht der Bezirksliste.
Am 13. Juni 2018 wurde sie in der konstituierenden Landtagssitzung der 16. Gesetzgebungsperiode im Salzburger Landtag zur Landesrätin der Landesregierung Haslauer jun. II gewählt, in der sie die Bereiche Bildung, Naturschutz und Nationalpark übernahm. Im Oktober 2018 übernahm sie zusätzlich vertretungsweise die Agenden Land- und Forstwirtschaft, Jagd und Fischerei sowie Wasserwirtschaft vom erkrankten Landesrat Josef Schwaiger.
Am 29. Jänner 2021 gab sie ihren Rücktritt wegen der Dreifachbelastung durch Politik, Familie und Betrieb mit Ablauf des 2. Februars 2021 bekannt, als Landesrätin folgte ihr Daniela Gutschi nach.